# Динезон, Яков
Яков Динезон (полное имя Янкель-Эльяш Беньяминович Динезон, идиш יעקב דינעזאָן‎ — Я́нкев Ди́незон; 1851, Жагоры, Шавельский уезд, Ковенская губерния — 29 августа 1919, Варшава) — еврейский прозаик (идиш), создатель дидактического романа в еврейской литературе.

## Биография
Родился в 1851 году в Новых Жагорах Шавельского уезда, в семье жагорского мещанина Беньямина Янкелевича Динезона (1818—1866) и Песи Давидовны Динезон (1821—1896). После смерти отца в 1866 году воспитывался в семье дяди в Могилёве, тогда как мать со старшими детьми поселилась в Бирже. Начав свою деятельность в эпоху расцвета еврейского демократического просвещения, Динезон в художественных произведениях и довольно многочисленных публицистических статьях отстаивал идеи этого движения, вёл активную борьбу против гебраистов за еврейский язык («идиш»).
Его романы и рассказы проникнуты наивной верой в торжество добра и справедливости. Тема его произведений — острая напряжённая борьба добродетельных и порочных. Несмотря на дидактизм и схематизм, книги Динезона содержат огромный бытовой материал. Его произведения стали излюбленными книгами еврейского массового читателя, начиная с конца 1880-х гг. до революции 1905. Социально «униженный и оскорблённый» читатель проливал слёзы над судьбой обиженных женщин и сирот, которым Динезон посвятил свои наиболее популярные произведения. 
Первое произведение Динезона «Beoawoin Owois» (За грехи отцов, 1876, ч. 1), где изображена борьба «просвещенной» молодёжи против фанатических родителей, было запрещено цензурой. Остальные произведения: «Haneowim wehaneimim» (1777), «Ewen Negef» (1890), «Herschele» (1891), «Josele» (1899), «Alter» (1903), «Kindersche Neschomes» (1904) и др.
Динезон перевёл на еврейский язык «Еврейскую историю» Гретца, написал ряд компилятивных работ по мировой истории: «Египет», «Вавилония», «Индия», «Китай» и др. Сотрудничал почти во всех наиболее значительных журналах, сборниках. Будучи активным работником еврейской литературной общественности, Динезон был более тридцати лет бессменным спутником И. Л. Переца, в жизни и творчестве которого он сыграл значительную роль.